# Landschaftsschutzgebiet Echternbach
Das Landschaftsschutzgebiet Echternbach mit 37 ha Flächengröße liegt westlich von Kluckhof im Stadtgebiet von Lemgo. Es wurde 2009 mit dem Landschaftsplan Lemgo durch den Kreistag des Kreises Lippe als Landschaftsschutzgebiet (LSG) ausgewiesen. Östlich grenzt direkt die Bebauung von Kluckhof an. Auch mehrere Bauernhöfe grenzen an das Schutzgebiet. Ein Bereich mit Bauernhöfen und ein zweiter Bereich mit Wiesen und Äckern liegen wie große Inseln im Landschaftsschutzgebiet.

## Beschreibung
Das LSG umfasst das Bachsystem des Echternbaches, einem Zufluss der Passade. Im LSG liegt der 1,5 km lange Bachlauf des Echternbaches, der aus mehreren Quellzuläufen gespeist wird, und der Oberlauf der Haselbeke. Die Quellzuläufe des Echternbaches entspringen an den stark geneigten, ostexponierten Hängen des Wiembecker Berges. Auch dort liegende Weideflächen gehören zum LSG. Der Oberlauf des Echternbaches fließt durch bewaldete Bereiche. Im Offenland sind zwei Bereiche verrohrt. Zwei Teiche liegen im Bachlauf.
Am Maßbrucher Weg wurde noch nach der LSG-Ausweisung ein landwirtschaftlicher Betrieb erheblich erweitert, u. a. wurde im LSG eine Biogasanlage erbaut.

## Schutzzwecke für das LSG
Laut Landschaftsplan erfolgte die Ausweisung des LSG
- „zur Erhaltung und Wiederherstellung der Leistungsfähigkeit des Naturhaushaltes in ökologisch besonders wertvoll strukturierten Bereichen mit Wasser-, Klima- und Biotopschutzfunktionen,“
- „zur Erhaltung und Wiederherstellung von Quellbereichen und naturnahen Fließgewässern, Wald- und Grünlandbereichen unterschiedlicher Feuchtestufen, Feldgehölzen, Hecken und Obstwiesen,“
- „zur Erhaltung morphologisch ausgeprägter Bereiche zur Sicherung der landschaftlichen Eigenart und Vielfalt für die Erholung,“
- „zur Erhaltung wertvoller Biotopkomplexe aus Wald-Grünlandbereichen, Fließgewässern und Quellen sowie Biotopen nach § 62 LG mit wichtigen Refugial-, Puffer-, Trittstein- und Vernetzungsfunktionen,“
- „zur Erhaltung und Wiederherstellung wichtiger Rückzugsräume für die bedrohte Tier- und Pflanzenwelt,“
- „zur Sicherung der das Orts- und Landschaftsbild gliedernden und belebenden und die dörflichen Siedlungsstrukturen prägenden Freiraumelemente.“[1]

## Rechtliche Vorschriften
Im Landschaftsschutzgebiet ist unter anderem das Errichten von Bauten und Fischteichen verboten. Grün- und Brachland darf nicht in eine andere Nutzungsart umgewandelt oder umgebrochen werden.